# نظریه متابولیک بوم‌شناسی
نظریه متابولیک بوم‌شناسی (به انگلیسی: Metabolic theory of ecology) بخش بوم‌شناختی از نظریه عمومی‌تر مقیاس متابولیک و قانون کلیبر است. این نظریه فرض می‌کند که نرخ سوخ‌وساز جانداران، نرخ زیست‌شناختی اساسی است که بر اکثر الگوهای دیده‌شده در بوم‌شناسی حاکم است. نظریه متابولیک بوم‌شناسی، بخشی از مجموعه بزرگ‌تری از نظریه است که به عنوان نظریه مقیاس‌پذیری متابولیک شناخته می‌شود که تلاش می‌کند تا یک نظریه یکپارچه برای اهمیت متابولیسم در هدایت الگو و فرایند در زیست‌شناسی از سطح سلول‌ها تا بیوسفر ارائه کند.